# Rio de Moinhos (Arcos de Valdevez)
Rio de Moinhos is een plaats (freguesia) in de Portugese gemeente Arcos de Valdevez en telt 499 inwoners (2001).

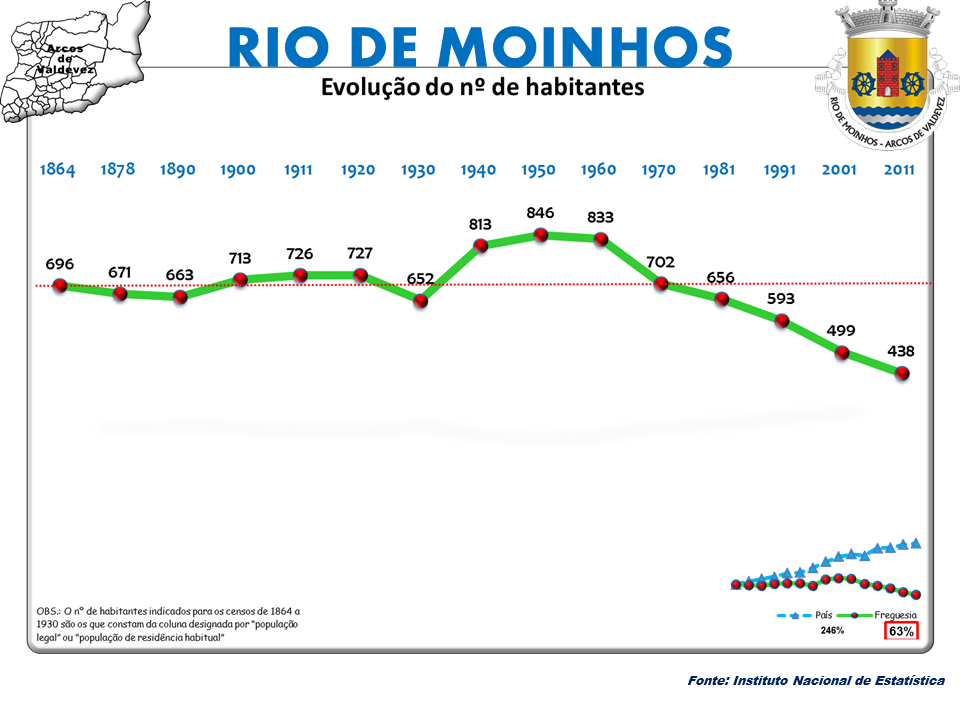
Bevolkingsontwikkeling tussen 1864 en 2011